# 徐禧 (北宋)
徐禧（1035年—1082年），字德佔，洪州分寧縣人，北宋大臣。
世代務農，祖父徐師古創辦金湖書院。徐禧娶黃庭堅之姐，博覽群書，知古今事變，宋神宗時上呈《太平治策》三卷。頗得王安石青睞，授镇安军节度推官、中书房习学。神宗赞许他：“朕阅人多矣，罕有如卿者”。歷官监察御史、集贤校理、中书礼房。官至給事中。元丰五年（1082年）八月，與李舜举奉命攻西夏，築永乐城（今陕西米脂西北），赐名“银川寨”，不久，西夏發動永樂城之戰，徐禧與李舜舉皆戰死，終年四十八歲，其子孫以其衣冠葬於修水境内（现山口镇来苏村）。有子徐俯。

## 延伸阅读
[在维基数据编辑]
 《宋史/卷334》，出自脱脱《宋史》